# Lista över interneringsläger
Det här är en lista över interneringsläger och koncentrationsläger.

## Interneringsläger i Sverige under andra världskriget
- Storsien utanför Kalix med 300–370 fångar som hölls där vintern 1939–1940
- Naartijärvi söder om Haparanda
- Öxnered vid Vänersborg
- Grytan utanför Östersund
- Bercut, ett logementsfartyg för flottan utanför Dalarö där mellan 30 och 40 värnpliktiga internerades.
- Vindeln i Västerbotten byggt 1943
- Stensele i Västerbotten byggt 1943
- Lövnäsvallen utanför Sveg
- Långmora
- Smedsbo Falu kommun, Dalarna
- Rinkaby
- Lagerlingen Gotland
- Backamo utanför Uddevalla i Bohuslän

## Interneringsläger för japaner i USA under andra världskriget
- Fort Lincoln Internment Camp, North Dakota
- Granada (Amache), Colorado
- Heart Mountain, Wyoming
- Jerome, Arkansas
- Manzanar, Kalifornien
- Minidoka, Idaho
- Poston, Arizona
- Rohwer, Arkansas
- Topaz, Utah
- Tule Lake, Kalifornien

## Koncentrationsläger iTredje riket
Nazityskland hade före och under andra världskriget ett flertal lägertyper där man internerade oliktänkande och minoriteter. Många av dessa läger kallades arbets- och disciplineringsläger, polisfångläger, uppsamlingsläger och liknande, och kan karakteriseras som koncentrationsläger. Men officiellt och rent formellt var det endast de läger som lydde under SS-myndigheten Inspektoratet för koncentrationslägren som hade beteckningen koncentrationsläger (KZ).
Se lista över nazistiska koncentrationsläger.

## Interneringsläger iFrankrikeunder andra världskriget
Mellan 1939 och 1944 fanns det interneringsläger och uppsamlingsläger både i Vichyfrankrike, i det tyskockuperade Frankrike samt i franska kolonier. Några av de mest kända är:
- Angoulême
- Beaune-la-Rolande
- Compiégne / Royallieu
- Drancy
- Gurs
- Montreuil-Bellay
- Natzweiler-Struthof
- Pithiviers
- Poitiers
- Rennes
- Rivesaltes
- Le Vernet

## Koncentrationsläger i Finland efterFinska inbördeskriget
- Dragsvik
- Mjölö
- Nykarleby ca 2 000 fångar[4]
- Närpes 455 fångar
- Sandhamn
- Sveaborg
- Tammerfors

## Interneringsläger i Finland underFortsättningskriget
- Petrozavodsk

## Interneringsläger i Finland efterFortsättningskriget
- Hangö[5]

## Koncentrationsläger i det fornaJugoslavien

### Kroatien
- Jasenovac
- Stara Gradiška
- Pag
- Gospić
- Jadovno
- Jastrebarsko
- Metajni
- Đakovo
- Lepoglava
- Danica
- Kerestinec
- Kruščica
- Lobor
- Tenja

### Serbien
- Banjica (i Belgrad)
- Sajmište (Belgrad)
- Crveni krst (Niš)
- Dulag 183 (Šabac)
- Svilara (Pančevo)

### Bosnien och Hercegovina
- Omarska
- Keraterm
- Manjača
- Trnopolje

## Koncentrationsläger i Sovjetunionen
- Gulag

## Interneringsläger iKriget mot terrorismen
- Guantánamobasen

## Interneringsläger i Asien underAndra världskriget
- Interneringslägret i Weihsien, beläget i nuvarande Weifang, Kina.